# Hellas (personificación)

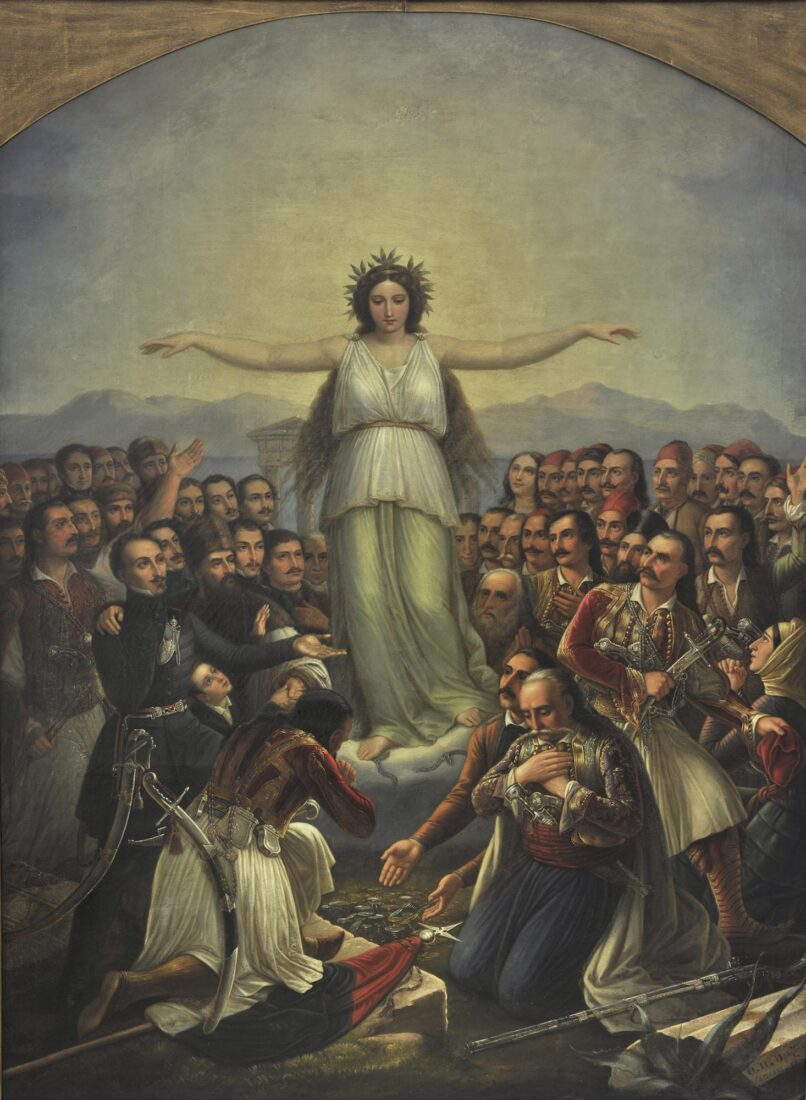
Hellas agradecida a todos los que lucharon en la guerra de independencia de Grecia. Obra de Theodoros Vryzakis, (1858).

La personificación de Hellas, Hélade o Grecia es la personificación nacional de Grecia. Hellás (Ἑλλάς) era también el nombre con el cual los antiguos griegos inicialmente identificaban a una región de la Grecia continental (en el centro de Tesalia) y que luego daría nombre a todo el país y que se traduce al español como Hélade.

## Historia

Grecia expirante entre las ruinas de Missolonghi.

### Antigua Grecia
Hellas fue sin duda alguna la primera personificación nacional de una nación, aunque no se conservan las obras que la representaron. En la antigua Grecia ya aparecieron puntualmente dos figuras alegóricas de Hellas que se conozcan, a pesar de que en el periodo Clásico —cuando se la representó—  la Hélade estaba fragmentada en ciudades-estado independientes. En situaciones en las que todos los griegos tenían que hacer frente a un enemigo común estos se unían. Esto hizo que surgiera un sentimiento de unidad sobre la base de su cultura griega en común (panhelenismo). Que crearan y representaran esta misma personificación es prueba de aquel sentimiento. 
Pausanias afirmaba que Hellas y Salamina estaban representadas en una pintura mural en los muros exteriores del templo de Zeus en Olimpia, posiblemente para conmemorar la victoria de los griegos contra los persas en la Batalla de Salamina. La segunda representación fue una colosal estatua de bronce de Hellas junto a Areté esculpida por Eufránor de Corinto datada en el 330 a. C. Esta última es posible que estuviera ubicada en el ágora de Atenas junto a una estatua de bronce de Filipo II junto a su hijo; Alejandro Magno, montados en una cuadriga, según Pausanias, esculpidas con el fin de halagar a los macedonios tras la batalla de Queronea. Si la primera representación se hizo tras una victoria contra los persas, la segunda —varias décadas posterior— se erige tras una derrota de Tebas y Atenas contra Macedonia. Pese a la derrota los atenienses parecen querer rendir tributo a los macedonios, ya que el objetivo último de Filipo II era unificar Grecia y nada mejor para simbolizar esa unificación que representando a Grecia o Hellas junto a Areté (alegoría de la virtud).

### Roma
En tiempos del Imperio también fue representada con el nombre da Acaya (Achaea), una provincia romana que estaba constituida por la Grecia meridional. Aparece en una moneda de Adriano en sus características acuñaciones que representaban sus continuos viajes por las provincias del Imperio. En tal moneda se puede leer en el reverso de la moneda: RESTITVTOR ACHAEA. Adriano aparece a la izquierda vestido con una toga y ayudando a levantarse a Acaya que se encuentra de rodillas a la derecha. entre ellos hay una vasija.

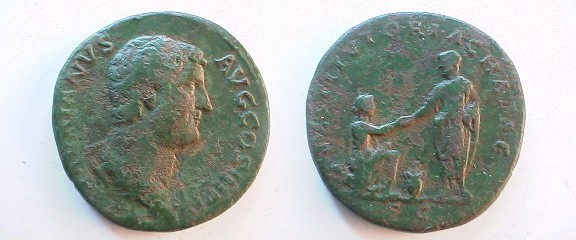
Sestercio de Adriano donde aparece Hellas con el nombre de Acaya.

### SiglosXIXyXX

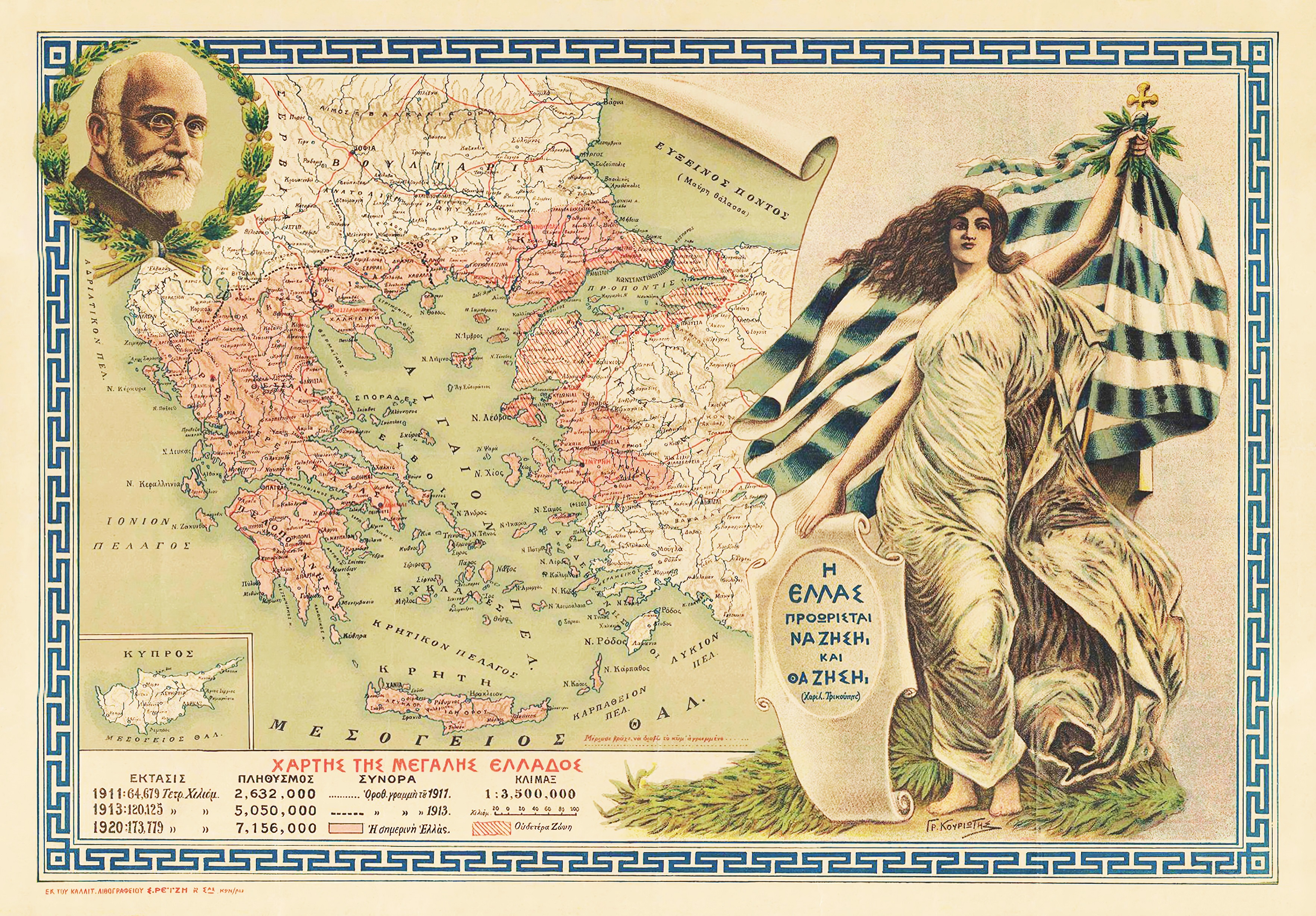
Hellas aparece junto al nuevo mapa de Grecia tras el tratado de Sèvres.

A raíz de la independencia del Imperio Otomano, tras una larga guerra que terminó en 1830 también surgieron dos representaciones artísticas de la alegoría, esta vez en pintura. La guerra de Grecia se convirtió en un evento que captó la atención internacional, ya que Grecia, por su historia, filosofía y por ser considerada la cuna de Occidente, ha sido un país admirado y estudiado durante siglos y llevaban más de 400 años bajo el dominio otomano. Por otra parte el Imperio Otomano fue identificado en este conflicto como el enemigo de occidente (lo oriental) además con el agravante de pertenecer a una religión distinta a las demás religiones europeas, por lo que muchos voluntarios europeos y americanos acudieron en ayuda de Grecia.
El famoso poeta inglés Lord Byron participó en la guerra ayudando a los griegos y el famoso pintor francés Eugène Delacroix pintó una representación de Grecia en las ruinas de Mesolongi, donde el mismo Lord Byron perdió su vida. La otra pintura es Hellas agradecida del pintor griego Theodoros Vryzakis. Por último, Hellas ha aparecido también en carteles de propaganda y en caricaturizaciones políticas en periódicos.

## Galería

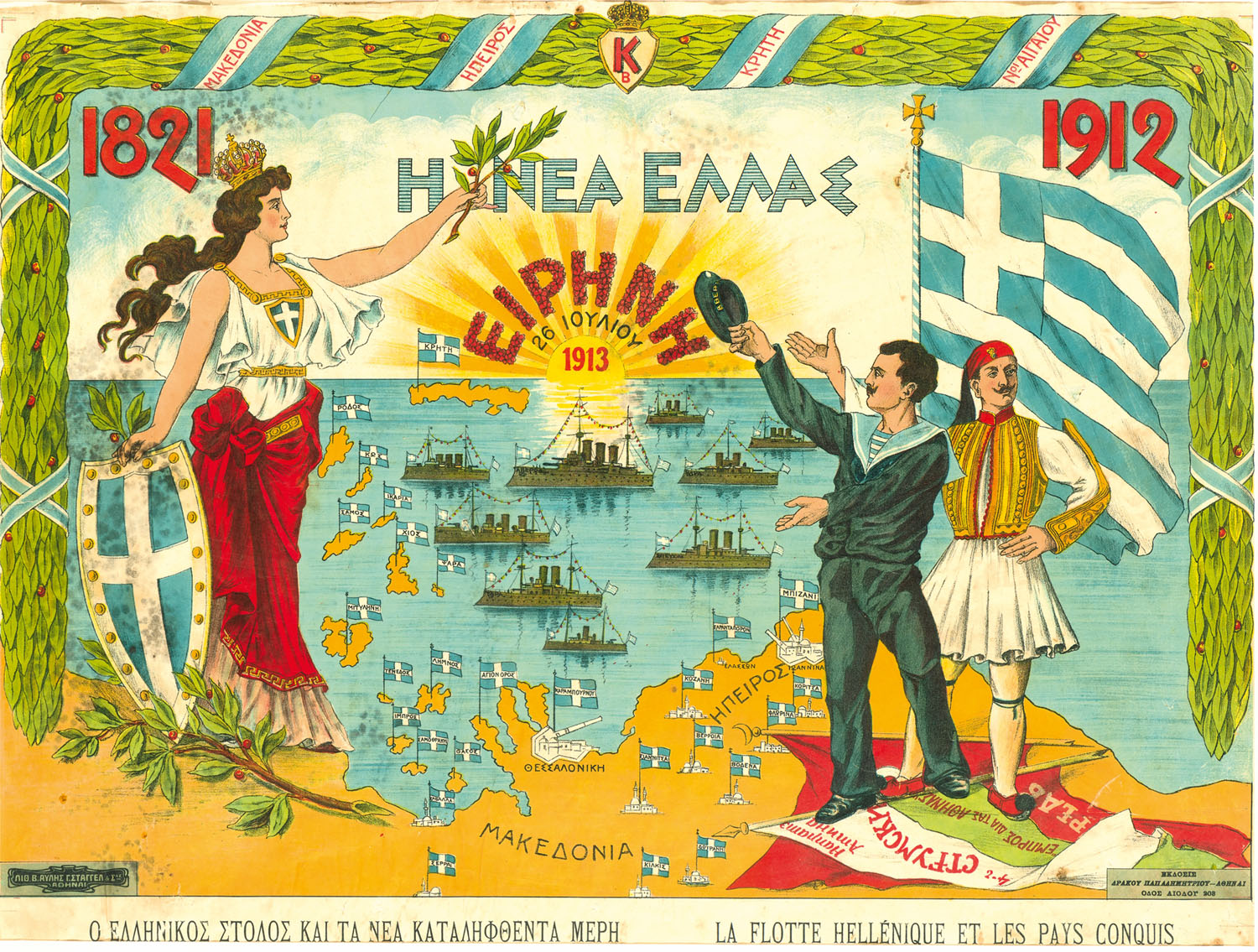
Cartel presentando las conquistas de Grecia tras las guerras de los Balcanes.
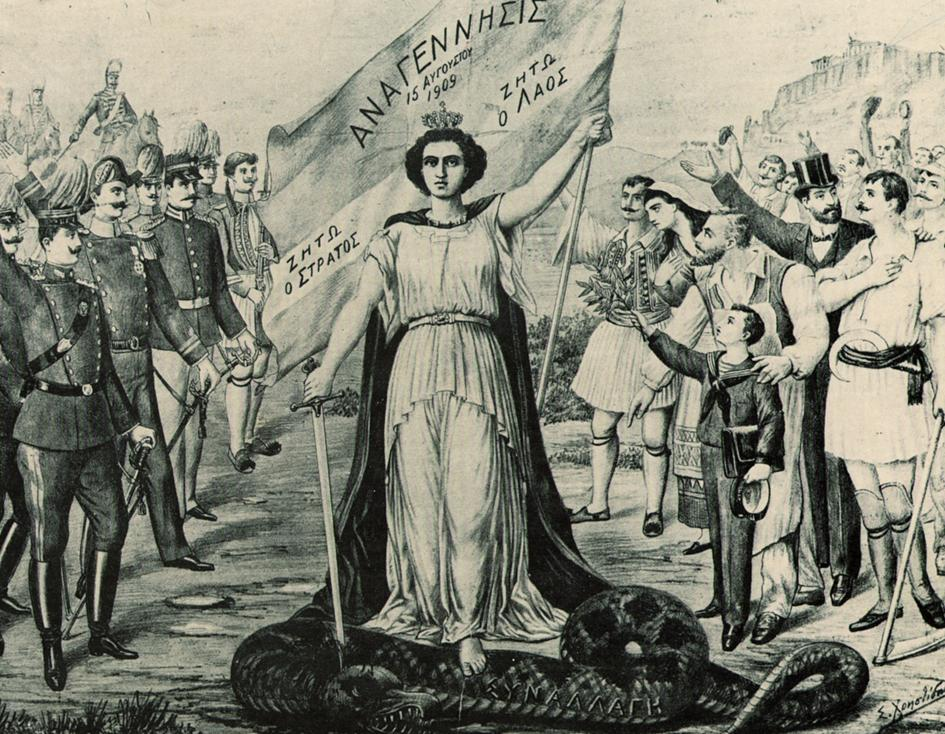
Grabado que muestra a Hellas enarbolando una bandera tras el Golpe de Estado de Goudi.
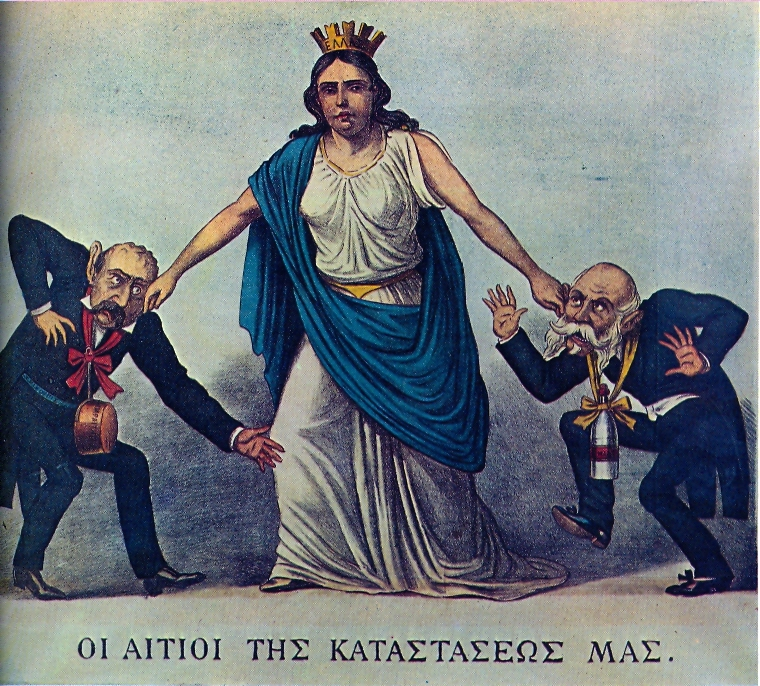
Hellas tirando de las orejas a los políticos Deligiannis y Trikoupis.
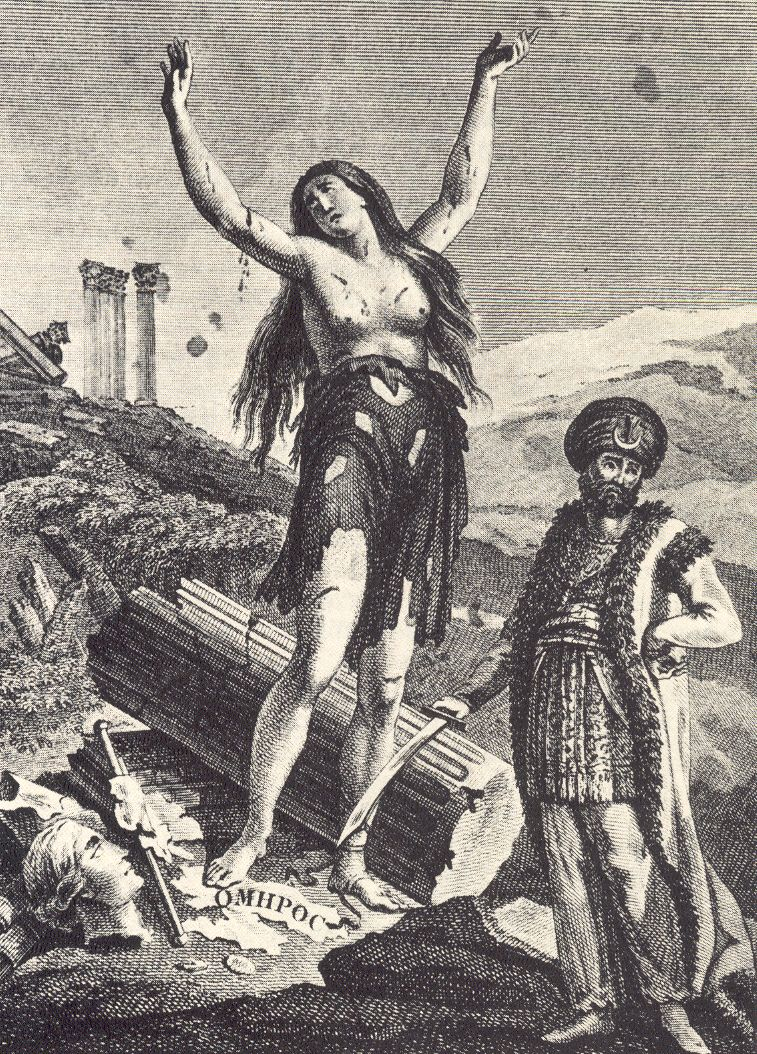
Hellas liberándose del dominio turco.
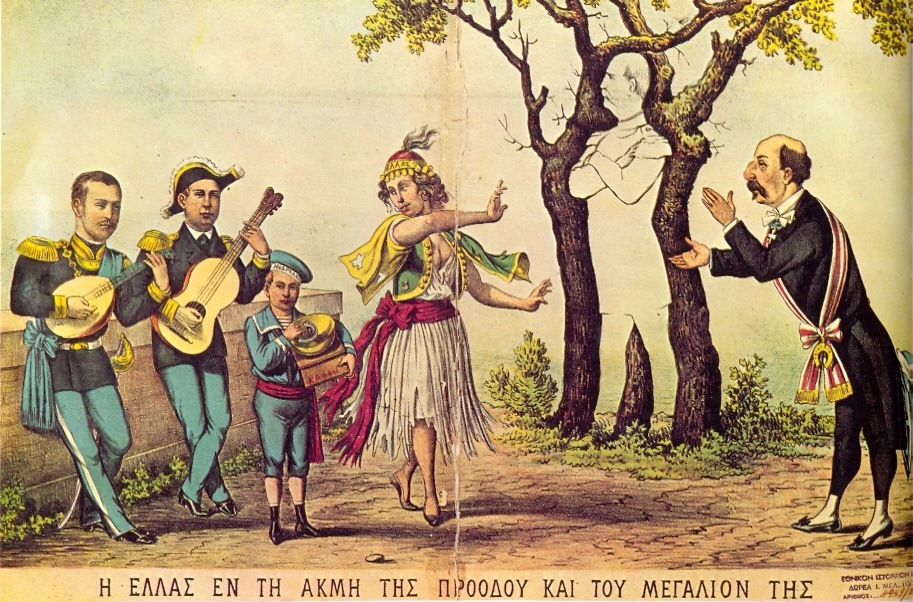
Dibujo satírico de la revista "Nuevo Aristofanes" (Νέος Αριστοφάνης) de la década de 1880.
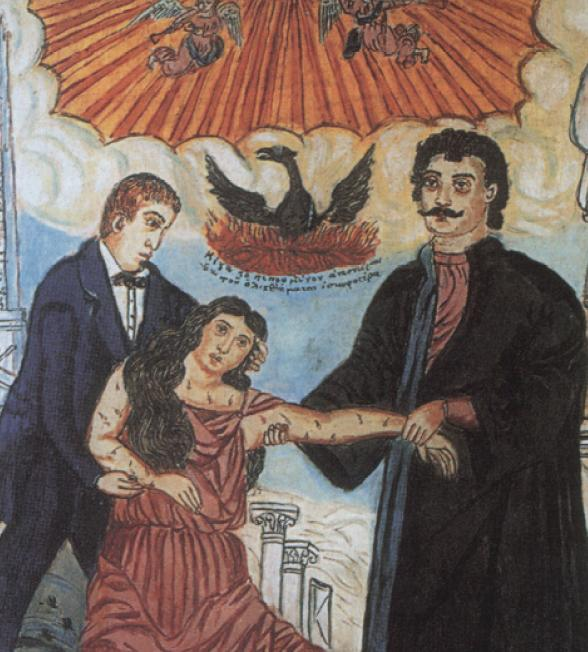
Adamantios Korais y Rigas Feraios ayudándo a Grecia a levantarse.